# Antonio Tabucchi
Antonio Tabucchi, né le 24 septembre 1943 à Vecchiano, mort le 25 mars 2012 à Lisbonne, est un écrivain italien, traducteur et passeur de l'œuvre de Fernando Pessoa en italien. Il a été professeur de langue et littérature portugaise à l'université de Sienne.

## Biographie
Antonio Tabucchi est né à Vecchiano près de Pise le jour des premiers bombardements américains sur la ville. Il est fils unique d’un marchand de chevaux. Son grand-père, anarchiste, lui transmet sa passion pour l'astronomie.
Durant ses années d'études, il voyage en Europe pour étudier la littérature. C'est à Paris qu'il découvre Fernando Pessoa en lisant la traduction française du Bureau de tabac. Son enthousiasme l’amènera à découvrir la langue et la culture du Portugal, pays qui deviendra sa deuxième patrie. Il poursuit des études de littérature portugaise à l’université de Sienne et rédige une thèse sur le Surréalisme au Portugal. Passionné par l’œuvre de Pessoa, il l'a traduite dans son intégralité en italien, avec sa femme, Marie-José de Lancastre, rencontrée au Portugal.
De 1987 à 1990, Antonio Tabucchi dirige l’Institut culturel italien à Lisbonne. La ville servira de cadre à plusieurs de ses romans. Il partage sa vie entre Lisbonne, Pise, Florence, voire Paris, et continue d’enseigner la littérature portugaise à l’université de Sienne. Il a beaucoup voyagé de par le monde (Brésil, Inde…). Ses livres sont traduits dans une vingtaine de langues. Plusieurs de ses livres ont été adaptés au cinéma : Nocturne indien par Alain Corneau, Le Fil de l'horizon par Fernando Lopes, Pereira prétend par Roberto Faenza, ou au théâtre pour Le Jeu de l'envers, par Daniel Zerki.
Antonio Tabucchi est chroniqueur en Italie pour le Corriere della Sera et en Espagne pour El País. Il a reçu, entre autres distinctions littéraires, le prix Médicis de la meilleure œuvre étrangère en 1987, le prix Jean-Monnet en 1995, et le prix Nossack de l’Académie Leibniz en 1999.
Au cours de la campagne électorale italienne de 1995, le protagoniste de son roman Pereira prétend est devenu un symbole pour l’opposition de gauche à Silvio Berlusconi, le magnat italien de la presse. Antonio Tabucchi lui-même a été très engagé contre le gouvernement Berlusconi. En tant que membre fondateur du Parlement international des écrivains, il a pris la défense de nombreux écrivains, notamment son compatriote Adriano Sofri.
En juin 2004, il figurait sur la liste du Bloc de gauche, petite formation de la gauche radicale portugaise, lors des élections européennes. L'écrivain Norman Manea le décrit comme « un anarchiste toscan suprêmement intelligent et cultivé ».
Il est l'auteur notamment de Nocturne indien (prix Médicis étranger 1987), de Pereira prétend (Sostiene Pereira) et de la Tête perdue de Damasceno Monteiro. Il a écrit directement en portugais Requiem.
Tabucchi succombe à un cancer le 25 mars 2012 à l'Hôpital de la Croix Rouge à Lisbonne, à l'âge de 68 ans.

## Œuvre

### Ouvrages traduits en français
Par ordre chronologique de première publication en langue originale.
- Piazza d'Italia (Piazza d'Italia, première édition : Bompiani, 1975 ; rééd. Feltrinelli, 1993), traduit de l'italien par Lise Chapuis avec la collaboration de l'auteur, Paris, Gallimard, 1994, 188 p.  (ISBN 2-267-01226-X)
- Le Petit Navire (Il piccolo naviglio, Mondadori, 1978), traduit de l'Italien par Lise Chapuis, Paris, Christian Bourgois, 1999, 252 p.  (ISBN 2-267-01399-1)
- Le Jeu de l'envers (Il gioco del rovescio e altri racconti, première édition : Il Saggiatore, 1981 ; rééd. Feltrinelli, 1988), traduit de l'italien par Lise Chapuis, Paris, Gallimard, 1993, 220 p.  (ISBN 2-267-00550-6) - recueil de nouvelles
- Femme de Porto Pim et autres histoires (Donna di Porto Pim, Sellerio, 1983), traduit de l'italien par Lise Chapuis, Paris, Christian Bourgois, 1993, 128 p.  (ISBN 2-267-00508-5) - recueil de nouvelles
- Nocturne indien (Notturno indiano, Sellerio, 1984), traduit de l'italien par Lise Chapuis, 1992, 128 p.  (ISBN 2-267-00872-6) - édition dans une nouvelle traduction par Bernard Comment, Paris, Gallimard, 2015, 128 p.  (ISBN 978-2-07-043860-0)
- Petits malentendus sans importance (Piccoli equivoci senza importanza, Feltrinelli, 1985), traduit de l'italien par Martine Dejardin, éd. Christian Bourgois, 1987 ; nouvelle traduction par Bernard Comment sous le titre Petites équivoques sans importance, Paris, Gallimard, 2006 - recueil de nouvelles
- Le Fil de l'horizon (Il filo dell'orizzonte, Feltrinelli, 1986), traduit de l'italien par Christian Paoloni, Paris, Gallimard, 1988, 96 p.  (ISBN 2-267-00555-7)
- Les Oiseaux de Fra Angelico (I volatili del Beato Angelico, Sellerio, 1987), traduit de l'italien par Jean-Baptiste Para, Paris, Christian Bourgois, 1989, 100 p.  (ISBN 2-267-00649-9) - recueil de nouvelles
- Une malle pleine de gens. Essais sur Fernando Pessoa (Un baule pieno di gente. Scritti su Fernando Pessoa, Feltrinelli, 1990), traduit de l'italien par Jean-Baptiste Para, Paris, Gallimard, 1998, 183 p.  (ISBN 2-267-01047-X)
- L'Ange noir (L'angelo nero, Feltrinelli, 1991), traduit de l'italien par Lise Chapuis, Paris, Gallimard, 1997, 161 p.  (ISBN 2-267-01092-5)
- Requiem (Requiem, Feltrinelli, 1992), traduit du portugais par Isabelle Pereira, avec la collaboration de l'auteur, Paris, Gallimard, 1998, 140 p.  (ISBN 2-267-01140-9)
- Rêves de rêves (Sogni di sogni, Sellerio, 1992), traduit de l'italien par Bernard Comment, Paris, Gallimard, 1994, 161 p.  (ISBN 2-267-01248-0)
- Pereira prétend (Sostiene Pereira. Una testimonianza, Feltrinelli, 1994), traduit de l'italien par Bernard Comment, Paris, Christian Bourgois, 1995, 218 p.  (ISBN 2-267-01290-1)
- Le Mystère de la petite annonce chiffrée, nouvelle traduite par Lise Chapuis incluse dans le volume Hugo Pratt (trad. de l'italien, préf. Michel Pierre), J'avais un rendez-vous [« Avevo un appuntamento »], Paris, Vertige Graphic, 1995, 288 p. (ISBN 978-2-908981-20-9, BNF 35830554)
- La Tête perdue de Damasceno Monteiro (La testa perduta di Damasceno Monteiro, Feltrinelli, 1997), traduit de l'italien par Bernard Comment, Paris, Gallimard, 1997, 245 p.  (ISBN 2-267-01405-X)
- La Nostalgie, l'Automobile et l'Infini - Lectures de Pessoa, Paris, Seuil, 1998  (ISBN 2-02-024656-2)
- La Gastrite de Platon (La gastrite di Platone, 1998), traduit de l'italien et avant-propos de Bernard Comment, Paris, éditions Mille et une nuits no 177, 1997,  (ISBN 2-84205-162-9)
- Les Tziganes et la Renaissance (Gli zingari e il Rinascimento. Vivere da rom a Firenze, 1999), Paris, Gallimard, 2023  (ISBN 978-2-072-94795-7)
- Le Triste Cas de Monsieur Silva da Silva e Silva, traduit par Lise Chapuis, Saint-Clément-de-Rivière, éditions Fata Morgana, 2001, 32 p.  (ISBN 978-2-85194-550-1)
- Il se fait tard, de plus en plus tard (Si sta facendo sempre più tardi. Romanzo in forma di lettere, Feltrinelli, 2001), traduit de l'italien par Lise Chapuis et Bernard Comment, Paris, Christian Bourgois, 2002, 308 p.  (ISBN 2-267-01587-0)
- Tristano meurt (Tristano muore. Una vita, Feltrinelli, 2004), traduit par Bernard Comment, Paris, Gallimard, 2004  (ISBN 2-07-077192-X)
- Le temps vieillit vite (Il tempo invecchia in fretta, 2009), traduit par Bernard Comment, Paris, Gallimard, 2009, 192 p.  (ISBN 978-2-07-012588-3) - recueil de nouvelles
- Voyages et autres voyages (Viaggi e altri viaggi Feltrinelli, 2010), traduit par Bernard Comment, Paris, Gallimard, 2014, 294 p.  (ISBN 978-2-07-013545-5)

Publications posthumes
- Pour Isabel. Un mandala (Per Isabel. Un mandala Feltrinelli, 2013), traduit par Bernard Comment, Paris, Gallimard, 2014  (ISBN 978-2-07-014714-4)
- Dialogues manqués (La vita imperfetta. Marco Alloni intervista Antonio Tabucchi, Compagnia editoriale Aliberti, 2017), suivi de Marconi, si je me souviens bien (Marconi, se ben mi ricordo, Rai Eri, 1997), traduits par Bernard Comment, Paris, Gallimard, 2017  (ISBN 978-2-07-014115-9)

#### Recueils d'ouvrages
- Récits complets (contient : Le jeu de l'envers, trad. de Il gioco del rovescio par Lise Chapuis ; Petits malentendus sans importance, trad. de Piccoli equivoci senza importanza par Martine Dejardin ; L'Ange noir, trad. de L'angelo nero par Lise Chapuis et Martine Dejardin, Paris, Christian Bourgois, 1995, 495 p.  (ISBN 2-267-01311-8)
- Romans 1 (Nocturne indien / Le Fil de l'horizon / Requiem / Femme de Porto Pim), traduit de l'italien par Lise Chapuis et du portugais par Isabelle Pereira, Paris, Christian Bourgois, 1996, 401 p.  (ISBN 2-267-01379-7)
- Romans 2 (Piazza d'Italia / Pereira prétend / La Tête perdue de Damasceno Monteiro), traduit de l'italien par Lise Chapuis et Bernard Comment, Paris, Christian Bourgois, 1998, 569 p.  (ISBN 2-267-01448-3)

### Ouvrages non traduits
Posthume
- Di tutto resta un poco. Letteratura e cinema, Feltrinelli, 2013

## Quelques prix et distinctions
- Prix Pozzale Luigi Russo Narrativa 1982 pour Il gioco del rovescio (Le Jeu de l'envers)
- Prix Grinzane Cavour 1984 pour Donna di Porto Pim (Femme de Porto Pim et autres histoires)
- Finaliste Prix Campiello 1985 pour Piccoli equivoci senza importanza (Petits malentendus sans importance ou Petites équivoques sans importance)
- Prix Médicis étranger 1987 pour Nocturne indien
- Prix Flaiano Littérature 1991
- Prix Campiello 1994 pour Sostiene Pereira (Pereira prétend)
- Prix Viareggio 1994 pour Sostiene Pereira (Pereira prétend)
- Prix Jean-Monnet de littérature européenne du département de la Charente 1995, pour Pereira prétend
- Prix de l'État autrichien pour la littérature européenne 1998
- Meilleur livre de l'année 2004 (Lire), pour Tristano meurt
- Nomination Prix international Man-Booker 2005
- Prix Méditerranée étranger 2005, pour Tristano meurt
- Nomination Prix international Man-Booker 2009
- Prix Feronia-Città di Fiano (it) Narrativa 2011 pour Racconti con figure

Jurys
- Juré du Festival de Cannes 1996

## Décorations
- Portugal : Commandeur de l'Ordre de l'Infant Dom Henri (1989)
- France : Chevalier des arts et des lettres (1996)
- Docteur honoris causa de l'université de Liège (2007)[6]

## Adaptations de son œuvre

### Au cinéma
- 1989 : Nocturne indien, film français d'Alain Corneau - d'après le roman éponyme (1984)
- 1989 : Rébus (Rebus) de Massimo Guglielmi (it), scénario adapté par lui-même
- 1993 : Le Fil de l'horizon (O Fio do Horizonte), film franco-portugais de Fernando Lopes, avec Claude Brasseur - d'après le roman éponyme (1986)
- 1996 : Pereira prétend, film italien réalisé par Roberto Faenza - d'après le roman éponyme (1994)
- 1998 : Requiem, adapté par Alain Tanner

### Au théâtre
- 1994 : Le Jeu de l'envers, mise en scène de Daniel Zerki
- 1997 : Requiem, mise en scène de Daniel Zerki

### En bande dessinée
- (fr) Pereira prétend, adaptation et dessins de Pierre-Henry Gomont, Sarbacane, 2016 - d'après le roman éponyme (1994)

La bande dessinée, en langue française, est remarquée, et est lauréate du Grand prix RTL de la bande dessinée 2016 et du Prix Château de Cheverny de la bande dessinée historique 2017 des Rendez-vous de l'histoire de Blois. Elle est également Finaliste du Prix Bédélys Monde 2016 (Québec), et Finaliste Grand prix de la critique ACBD 2017.